# Asesinato de Timothy McCoy
Timothy Jack McCoy (Council Bluffs, Iowa; 16 de septiembre de 1956–Chicago, Illinois; 3 de enero de 1972) fue un joven estadounidense considerado la primera víctima del asesino en serie y delincuente sexual estadounidense John Wayne Gacy, quien asesinó, violó y torturó al menos a 33 jóvenes y niños entre 1972 y 1978.
McCoy se encontró con Gacy en la terminal de autobuses Greyhound de Chicago la madrugada del 3 de enero de 1972, mientras esperaba un autobús que lo llevaría a casa de su padre en Nebraska, previsto para el mediodía siguiente. Fue atraído a la casa de Gacy y posteriormente apuñalado hasta la muerte. Su cuerpo fue enterrado posteriormente en el sótano de la propiedad y solo fue recuperado tras el arresto de Gacy en diciembre de 1978, aunque su cuerpo permaneció sin identificar hasta mayo de 1986.
Tras su identificación en 1986, los restos de McCoy fueron devueltos a su familia; su cuerpo fue enterrado junto al de su padre en la funeraria y parque conmemorativo Westlawn-Hillcrest, en Omaha (Nebraska).

## Primeros años
Timothy Jack McCoy nació en la ciudad de Council Bluffs, en el estado de Iowa, el 14 de mayo de 1955, siendo el tercero de cuatro hijos de Jack y Norma «Susie» (de soltera Study) McCoy. Tenía dos hermanas mayores, Cindy y Linda, y un hermano menor, Terry. Su padre era obrero y cantante de música country y western, mientras que su madre era ama de casa.
La familia McCoy se mudó con frecuencia por todo Estados Unidos a lo largo de la vida de Timothy, viviendo en Iowa, Nebraska y Florida, además de viajar con frecuencia a otros estados, como Misuri, para visitar a familiares. En una ocasión, Jack McCoy trasladó a su familia a California con la esperanza de conseguir un contrato discográfico, pero una de las hijas de los McCoy desarrolló una grave enfermedad respiratoria, lo que provocó que la familia regresara a Iowa. A principios de la década de 1970, Jack y Norma, que entonces residían en Florida, se divorciaron, y Norma se volvió a casar poco después y regresó gradualmente a Iowa. Para entonces, ambas hijas habían abandonado el hogar, por lo que solo Timothy y Terry permanecieron en casa. Terry decidió vivir con su madre, mientras que Timothy se quedó con su padre tras el divorcio. Poco después, Jack McCoy y su hijo mayor regresaron a Nebraska. Meses más tarde, Timothy obtuvo un documento de identidad falso y consiguió un empleo como operador de carretilla elevadora en la cercana Council Bluffs.
Timothy era aficionado a la música rock, y su álbum favorito era Cosmo's Factory, de Creedence Clearwater Revival, a quienes se cree que vio actuar en directo en el Festival de Woodstock, en agosto de 1969. Uno de sus primos, Jeffrey Billings, describió a Timothy como «uno de esos tipos que, cuando estabas con él, era feliz y te hacía reír», y añadió que «siempre tenía algo que decir».

## Navidades de 1971
Poco antes de la Navidad de 1971, Timothy visitó a sus primos en Lansing (Míchigan), pasando con su familia dichas vacaciones navideñas y el día de Año Nuevo de 1972. El día de Navidad, Timothy recibió como regalo de sus primos una nueva hebilla de cinturón con el contorno de un coche Ford Modelo A grabado; llevó esta hebilla durante el resto de su visita.
La prima adolescente de Timothy, Beverly Billings, recordaría más tarde que, en los últimos días de 1971, varias de sus amigas expresaron su interés por Timothy, lo que le llevó a bromear diciendo que quizá debería mudarse a Michigan. El día después de Año Nuevo, los primos de Timothy y sus padres lo dejaron en la Capital Area Multimodal Gateway en East Lansing, con la intención de que tomara un autobús de Greyhound Lines a Omaha vía Chicago. Antes de subir al autobús, Timothy prometió a sus familiares que los llamaría una vez que llegara a la casa de su tía en Iowa. Según sus familiares, vieron a Timothy subir al autobús y saludarles con la mano a través de la ventana cuando el vehículo inició su viaje interestatal. Nunca más lo volvieron a ver ni supieron nada de él.

### Llegada a Chicago
Timothy llegó a Chicago a última hora de la tarde del 2 de enero. Su autobús de conexión no salía hasta el mediodía del día siguiente, lo que le dio algo de tiempo para pasar en Chicago. Mientras deambulaba por la estación y sus alrededores sin nada que hacer, se encontró con un individuo que detuvo su coche en la acera, bajó la ventanilla del conductor y le preguntó a Timothy qué estaba haciendo. El conductor era John Wayne Gacy.

«La fiesta empezó a terminar sobre las 12:30 de la madrugada. No estaba cansado, así que pensé en dar una vuelta. Fui al Centro Cívico a ver las esculturas de hielo, pero después de verlas, volví a mi coche [...] Así que di una vuelta a la manzana y me detuve frente a [la estación de autobuses Greyhound] [...] fue entonces cuando vi al chico. Creo que llevaba unos Levi's y una especie de chaqueta de leñador. Así que [dimos una vuelta] por State Street. Las luces de State Street [...] eran preciosas. Fuimos a mi casa [...] Diría que eran alrededor de las dos de la madrugada».
John Wayne Gacy, recordando cómo conoció a Timothy McCoy al periodista Russ Ewing (1985).

### Encuentro con Gacy
Gacy recordó más tarde que, tras presentarse a Timothy y preguntarle qué hacía, el adolescente respondió con un comentario del tipo: «No hago nada. Tengo doce horas que matar». Gacy le ofreció entonces al adolescente una visita turística improvisada por la ciudad al saber que Timothy era de fuera del estado y que su autobús no llegaría hasta varias horas más tarde, oferta que Timothy aceptó.
Según Gacy, después de recorrer la ciudad y describirle varios lugares de interés a Timothy, el adolescente dijo que tenía hambre y aceptó acompañarlo a su casa en Norwood Park Township, donde Gacy le prometió comida y le dijo que, como en ese momento estaba solo en casa, podía pasar la noche en la habitación de invitados y llevarlo a la estación de autobuses por la mañana a tiempo para coger su autobús de conexión.
Gacy preparó un sándwich de fiambre para Timothy, que el adolescente comió en la sala de estar antes de aceptar «un par de tragos» de alcohol puro de grano mientras Gacy bebía una cerveza. La conversación entre los dos derivó entonces hacia el sexo. A pesar de que se sabe que Timothy era heterosexual, Gacy afirmó que los dos «mantuvieron relaciones sexuales orales, en ambos sentidos». Si los relatos de Gacy sobre un encuentro sexual entre los dos son ciertos, se desconoce si se trató de actos consentidos.
Poco después, Gacy le dijo al adolescente que «se sentía cansado»; le dijo a Timothy que podía dormir en la habitación de invitados y que lo llevaría a la estación de autobuses a tiempo para coger su autobús de conexión. Los dos se fueron a dormir a habitaciones separadas de la propiedad.

## Asesinato
Aunque los relatos de Gacy sobre su encuentro con Timothy y los acontecimientos que tuvieron lugar en su casa antes de quedarse dormido eran en gran medida coherentes, sus relatos sobre los acontecimientos que siguieron a su despertar en la mañana del 3 de enero variaban. Inicialmente, afirmó que «alrededor de las cuatro de la madrugada» se despertó y vio la silueta del adolescente de pie en la puerta de su dormitorio, iluminado por la luz de una habitación al otro lado del pasillo, con el mismo cuchillo que había utilizado horas antes en la cocina para cortar el embutido del sándwich en la mano, que había saltado de la cama en un estado instintivo de pánico y defensa propia, que los dos habían luchado y que, en el forcejeo, Timothy había caído fatalmente sobre el cuchillo. Más tarde revisaría esta declaración para afirmar que había saltado de la cama y se había abalanzado sobre el adolescente, que parecía sorprendido y asustado por su reacción impulsiva.
En el relato revisado de Gacy sobre los acontecimientos de la mañana del 3 de enero, Timothy se dirigía hacia su cama con el cuchillo en la mano aproximadamente a las 7:30 horas; instintivamente había levantado el cuchillo para protegerse cuando Gacy saltó de la cama y le agarró la muñeca, cortándole accidentalmente el brazo mientras el adolescente le preguntaba: «¿Qué estás haciendo?». Tras observar la herida en su brazo, Gacy afirmó haber «sentido una oleada de energía desde los dedos de los pies hasta el cerebro»; entonces agarró a Timothy y lo lanzó contra la pared, lo que le hizo soltar el cuchillo y deslizarse por el suelo. El adolescente entonces pateó a Gacy en el estómago, doblándolo por la mitad. Gacy gritó: «¡Hijo de puta! ¡Te mataré!», antes de montarse a horcajadas sobre el adolescente y apuñalarlo repetidamente en el pecho, experimentando un orgasmo mientras lo hacía.
Mientras Timothy yacía moribundo, Gacy lavó el cuchillo en el lavabo del baño y luego se dirigió a la cocina para colocarlo «en su sitio», mientras escuchaba los «gorgoteos interminables» que provenían del dormitorio. Allí vio una caja de huevos y una loncha de beicon sin cortar sobre la encimera, y que el adolescente había puesto la mesa para dos. Timothy simplemente tenía la intención de entrar en el dormitorio de Gacy para despertarlo mientras llevaba distraídamente el cuchillo.
Reflexionando sobre su versión revisada de la muerte de Timothy a mediados de la década de 1980, Gacy comentó: «¿Ves? No estaba tratando de burlarme en absoluto; estaba tratando de hacer algo bueno».

### Enterramiento

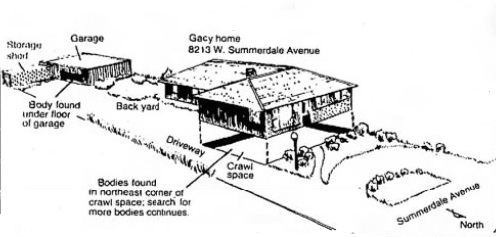
Diagrama de la residencia de Gacy en Norwood Park, en el que se muestran las dimensiones del espacio bajo el suelo donde fueron enterradas veintiséis de sus víctimas..

Después de que Timothy sucumbiera a sus heridas de arma blanca, Gacy limpió todos los rastros de sangre de la escena del crimen y luego arrastró el cuerpo del adolescente al espacio bajo el suelo de su casa. A continuación, se dirigió al velatorio familiar programado para su tía Pearl, que había fallecido por causas naturales a los 74 años cuatro días antes.
Más tarde, Gacy cavó una tumba poco profunda cerca de un pilar de soporte en el espacio bajo el suelo y enterró los restos de Timothy boca abajo en ese lugar. Seis meses después, Gacy se casó con su prometida, quien se quejaba repetidamente del mal olor que emanaba del espacio bajo el suelo y de la presencia de mosquitos en el cuarto de servicio, lo que Gacy achacaba alternativamente a ratones muertos y a una tubería de alcantarillado probablemente rota. Periódicamente esparcía sacos de cal viva en el sótano para combatir el olor, antes de cubrir la tumba con una capa de hormigón de 10 cm de espesor, en una ocasión en la que su esposa y sus hijastras estaban visitando a unos parientes a finales de 1972.

### Investigación inicial
Según lo acordado, la tarde del 3 de enero, la tía de Timothy condujo hasta la estación de autobuses de Omaha para recoger a su sobrino. Aunque el autobús en el que se esperaba que llegara Timothy llegó a su hora, su sobrino no se encontraba entre los pasajeros que bajaban. Una llamada telefónica a sus familiares en Lansing confirmó que Timothy había subido a un autobús en la Capital Area Multimodal Gateway el día anterior.
A medida que avanzaba el año, la familia de Timothy se preocupaba cada vez más, ya que no tenían noticias suyas, ya que, aunque el adolescente era algo libre, estaba muy unido a su familia, nunca se había escapado de casa y siempre mantenía el contacto con sus familiares. Su padre acabó contratando a un investigador privado de Chicago, que no pudo establecer ninguna pista firme sobre el paradero de Timothy. No obstante, como el adolescente había viajado mucho por Estados Unidos a lo largo de su vida, algunos familiares mantuvieron la esperanza de que simplemente hubiera decidido seguir viajando por el país por su cuenta y que algún día volvería a ponerse en contacto con ellos.
En marzo de 1973, el abuelo de Timothy, Bain Study, murió por causas naturales en Iowa. Cuando Timothy no acudió al funeral, estos miembros de su familia también perdieron toda esperanza de que volviera alguna vez.

## Arresto
John Wayne Gacy fue arrestado como resultado de la investigación sobre el secuestro y asesinato de su trigésima tercera víctima conocida, Robert Piest, de 15 años. Su arresto tuvo lugar el 21 de diciembre de 1978, diez días después del secuestro de Piest en una farmacia de Des Plaines.
Los investigadores obtuvieron más detalles sobre los antecedentes penales de Gacy durante la investigación sobre la desaparición de Piest. Su investigación había relacionado a Gacy con la desaparición de tres adolescentes de Illinois, además del hecho de que había sido encarcelado en Iowa en 1968 por sodomizar a un chico de 15 años —por lo que había sido puesto en libertad condicional en 1970— y tenía pendiente un cargo por agresión y lesiones en relación con otra agresión a un joven. El 21 de diciembre de 1978 se concedió a los investigadores de Des Plaines una segunda orden de registro de la propiedad de Gacy. A los pocos minutos de que los técnicos entraran en el sótano, se descubrieron los primeros huesos humanos y restos de adipocira bajo la propiedad.

### Exhumaciones
Entre diciembre de 1978 y marzo de 1979, se descubrieron veintinueve víctimas enterradas en la propiedad de Gacy. Otras cuatro víctimas fueron descubiertas en el río Des Plaines. Los restos de Timothy fueron los novenos en ser recuperados del espacio bajo el suelo; su cuerpo fue localizado a las 14:26 horas del 26 de diciembre debajo de una losa de hormigón junto al pilar de soporte oriental de la casa de Gacy. Su cuerpo fue descubierto boca abajo, con el cráneo orientado hacia el sur de la propiedad. La única ropa recuperada de la tumba fue un trozo de elástico procedente de un par de calzoncillos, una distintiva hebilla de cinturón modelo A y un par de calcetines. La autopsia reveló numerosas estrías en la caja torácica y el esternón, compatibles con una muerte por apuñalamiento.

## Funeral
En 1980, solo se habían identificado veinticuatro de las treinta y tres víctimas de Gacy. Un año después, las nueve víctimas no identificadas de Gacy —entre las que se encontraba Timothy McCoy— fueron enterradas en distintos cementerios de Chicago tras un funeral celebrado fuera del mausoleo del cementerio Oakridge, en Hillside (Illinois). Cada uno de los ataúdes idénticos, de color cobre, fue donado por funerarias locales. En el funeral, el médico forense del condado de Cook, el doctor Robert Stein, hizo un último llamamiento a los padres de las víctimas no identificadas para que se presentaran a identificar a sus hijos, afirmando: «No quiero que [sus hijos] vayan a [su] lugar de descanso como simples números». Concluyó su elogio fúnebre afirmando que los esfuerzos por identificar a las víctimas «aún no habían terminado». Las inscripciones en cada una de las lápidas sin nombre decían: «Los recordamos», seguido de la fecha de su entierro, el 12 de junio de 1981.
Todos los funerales fueron ofrecidos gratuitamente por miembros del sector funerario, y el secretario ejecutivo de la Asociación de Servicios Funerarios, Tom Moriarty, declaró que la ubicación de cada lugar de entierro no se revelaría a los medios de comunicación para evitar que las tumbas se convirtieran en macabras atracciones turísticas.

### Acontecimientos posteriores
En febrero de 1986, una de las primas de Timothy, Beverly Howe (de soltera Billings), leyó un extracto del libro recién publicado de Tim Cahill centrado en la vida y los crímenes de John Wayne Gacy, Buried Dreams: Inside the Mind of a Serial Killer. Este extracto se centraba en las circunstancias que rodearon el secuestro y asesinato de su primera víctima, a la que Gacy se refería como el «chico del autobús Greyhound», y Howe inmediatamente estableció una correlación entre el fallecido y su primo desaparecido, a quien ella había sido una de las últimas personas de su familia en ver con vida cuando subió a un autobús Greyhound en la Capital Area Multimodal Gateway el día antes de que Gacy relatara el asesinato.
Howe y otros familiares ya sospechaban de la posible implicación de Gacy en la desaparición de Timothy tras conocer sus crímenes tras su detención; creían erróneamente que un familiar había presentado sus registros dentales al médico forense del condado de Cook en 1979. Con la fuerte sospecha de que Timothy era la persona que Gacy había descrito específicamente como su primera víctima, la familia se puso en contacto telefónico con el autor Tim Cahill, quien accedió a viajar a East Lansing para hablar con ellos en persona. Durante la entrevista, Howe recordó específicamente las correlaciones entre la desaparición de su primo y los relatos de Gacy sobre cuándo y dónde encontró a su primera víctima; también describió cómo le había regalado a Timothy una distintiva hebilla de cinturón grabada con un coche Ford Modelo A vintage como regalo de Navidad ocho días antes de su desaparición y cómo el adolescente había llevado invariablemente el regalo mientras estaba en Michigan. Poco después, Cahill y el periodista Russ Ewing se embarcaron en una búsqueda a nivel nacional para localizar los registros dentales de Timothy, que Ewing encontró en Florida. Dichos registros se entregaron al médico forense del condado de Cook en la primavera de 1986.

## Identificación
El cuerpo de Timothy Jack McCoy fue identificado formalmente mediante sus registros dentales el 9 de mayo de 1986. El ortodoncista del condado de Cook y jefe de ciencias forenses que confirmó la identidad de Timothy, el Dr. John Pavlik, declaró que los empastes de la novena víctima exhumada del sótano de Gacy eran «muy singulares» y coincidían con una cirugía dental realizada solo al dos o tres por ciento de la población estadounidense.

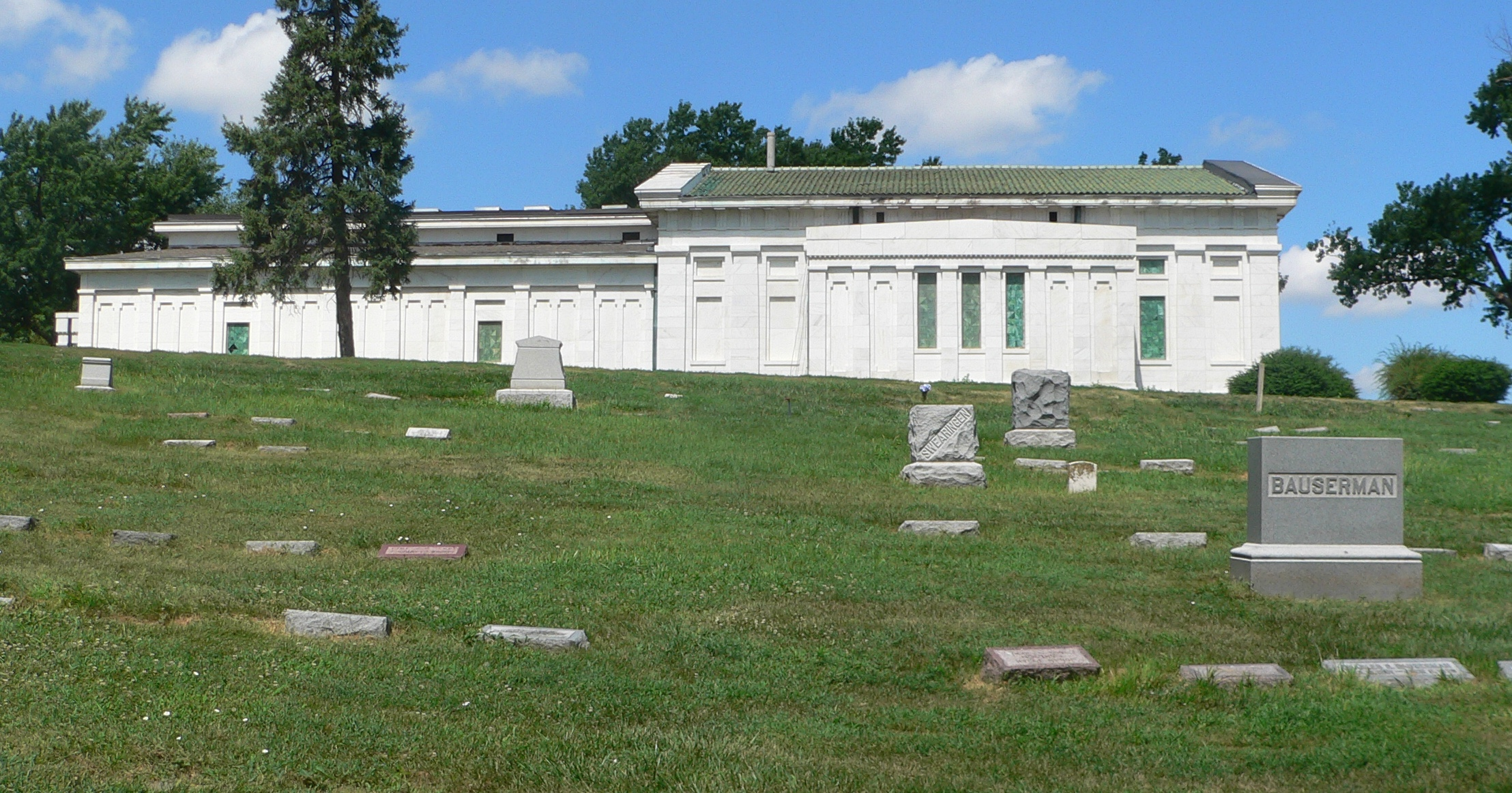
Funeral Home and Memorial Park de Westlawn-Hillcrest. Timothy McCoy fue enterrado en este cementerio el 25 de mayo de 1986.

Tras la identificación de Timothy, su familia descubrió que una de sus tías, a quien se le había encomendado la tarea de enviar los registros dentales de Timothy al médico forense del condado de Cook en 1979, no lo había hecho por temor a causar un gran dolor a la familia en caso de que se confirmara que Timothy era una de las víctimas.

### Segundo funeral
Poco después de la identificación de Timothy, sus restos fueron exhumados y devueltos a su familia inmediata en Glenwood (Iowa). Fue enterrado en el Westlawn-Hillcrest Funeral Home and Memorial Park de Omaha, Nebraska, el 25 de mayo de 1986, en una ceremonia a la que asistieron numerosos miembros de la familia. Timothy fue enterrado en una parcela junto a su padre, Jack, que había fallecido a los 53 años, en julio de 1983.
En 2017, una de las hermanas de Timothy, Linda, reflexionó que, de todos los miembros de su familia, la desaparición de su hermano había «dolió más a [su] padre» y que, en cierto modo, se alegraba de que hubiera fallecido antes de que se identificara a su hijo mayor, ya que «nunca tuvo que saber» las circunstancias que rodearon la muerte de Timothy. La lápida de Timothy dice: «Nuestro querido hijo y hermano. Timothy Jack McCoy». Su nombre está inscrito debajo de una montaña dorada.